# Cantharolethrus luxerii
Cantharolethrus luxerii is een keversoort uit de familie vliegende herten (Lucanidae). De wetenschappelijke naam van de soort is voor het eerst geldig gepubliceerd in 1843 door Buquet.